# Annette Campbell
Annette Doreen Campbell (24 de octubre de 1961) es una deportista británica que compitió en halterofilia. Ganó dos medallas de bronce en el Campeonato Europeo de Halterofilia, en los años 1989 y 1990.

## Palmarés internacional
| Campeonato Europeo | Campeonato Europeo              | Campeonato Europeo | Campeonato Europeo |
| Año                | Lugar                           | Medalla            | Categoría          |
| ------------------ | ------------------------------- | ------------------ | ------------------ |
| 1989               | Mánchester (Reino Unido)        | Medalla de bronce  | 60 kg              |
| 1990               | Santa Cruz de Tenerife (España) | Medalla de bronce  | 60 kg              |